# Paruline équatoriale
Geothlypis aequinoctialis
Espèce
Répartition géographique
Statut de conservation UICN

 LC  : Préoccupation mineure
La Paruline équatoriale (Geothlypis aequinoctialis) est une espèce de passereaux appartenant à la famille des Parulidae.

## Distribution
Son aire s'étend de la Colombie, le Venezuela, les zones littorales du plateau des Guyanes, le bassin aval de l'Amazone et le nord du Pará.

## Systématique
Dans certaines classifications, les Parulines du Chiriqui, à lores noirs et voilée sont considérées comme des sous-espèces de la Paruline équatoriale.